# Arkansas
L'Arkansas (in italiano AFI: /arˈkansas/ o /ˈarkanso/; (sigla AR) in inglese , /ˈɑrkənsɔː/) in passato italianizzato come Arcansa è uno Stato degli Stati Uniti, la cui capitale è Little Rock. Confina a nord con il Missouri, a est con il Tennessee e il Mississippi, a sud con la Louisiana e il Texas, e a ovest con l'Oklahoma.

## Storia
I primi segni di popolazione umana nel territorio dell'Arkansas risalgono a circa 10 000 anni fa, sono alcuni reperti trovati sull'altopiano d'Ozark e lungo le sponde del White River; altri reperti di gruppi vicini ai Toltechi sono stati ritrovati a sud-est di Little Rock.
L'attuale Stato dell'Arkansas è stato abitato dalle tribù Quapaw, Caddo, Osage, Choctaw e Chickasaw.
I Cherokee che hanno abitato l'Arkansas erano originari dell'odierno Stato del Mississippi dal quale furono espulsi dalle autorità federali e mandati in riserve in Arkansas all'inizio del XIX secolo.
I primi europei che esplorarono queste terre furono gli spagnoli, guidati da Hernando de Soto nel 1541.
Negli anni successivi iniziarono le esplorazioni dei francesi nella regione dei fiumi Mississippi e Arkansas.
Il missionario gesuita Jacques Marquette e il commerciante di pelli Louis Jolliet nel 1673 contribuirono a far sì che gli europei conoscessero la geografia di questo Stato e l'ostilità dei suoi abitanti.
Nel 1680, La Salle esplorò una parte del territorio quando navigò lungo il fiume Mississippi per raggiungere la costa del golfo del Messico.
Queste spedizioni culminarono con la richiesta francese del territorio della Louisiana che comprendeva il territorio che ora forma l'Arkansas.
Da questo momento iniziarono gli insediamenti francesi nella zona meridionale della valle del Mississippi vicino ai fiumi Arkansas e White.
Per 37 anni l'Arkansas fu sotto il controllo spagnolo, visto che nel 1763, dopo la guerra dei sette anni, la Francia cedette la Louisiana alla Spagna.
Nel 1800 la Francia recuperò la Louisiana e la vendette tre anni dopo agli Stati Uniti. Nel 1806 si creò il distretto dell'Arkansas come parte del territorio della Louisiana. Il Congresso degli Stati Uniti, che governava i territori dipendenti, decise di riorganizzare l'amministrazione di questi territori, e l'Arkansas passò a formare parte del Territorio del Missouri. Nel 1819 l'Arkansas acquisì lo status di Territorio, primo passo verso la negoziazione per diventare Stato; questo processo fu lungo e dipese anche dall'ammissione di un altro Stato. Infatti, secondo il compromesso del Missouri del 1820, il numero di stati schiavisti non poteva superare quello degli stati senza schiavi, pertanto l'Arkansas, stato schiavista, divenne un nuovo Stato degli Stati Uniti solo il 15 giugno 1836 quando il Missouri si dichiarò non schiavista, pur detenendo schiavi.
Allo scoppio della guerra di secessione, nonostante fosse uno Stato schiavista, l'Arkansas si schierò con l'Unione, ma quando Lincoln fece reclutare truppe dell'Arkansas, i suoi rappresentanti decisero di appoggiare i confederati.
Questi cambiamenti politici causarono molte battaglie nel territorio dello Stato per il controllo della valle del Mississippi, tra le quali la più importante fu a Pea Ridge nel nordovest dello Stato.

Nel 1863 le truppe dell'Unione presero possesso di Little Rock, da questo momento e fino al 1865, tutto lo Stato fu, sia fisicamente sia umanamente, diviso tra confederati e unionisti.
Negli ultimi decenni del XIX secolo l'economia dello Stato si sviluppò in maniera importante, grazie alla ferrovia e alla scoperta di giacimenti di bauxite, successivamente già verso gli anni venti del XX secolo la scoperta del petrolio permise di modificare l'economia dello Stato, sino ad allora sostanzialmente agricola e basata soprattutto sulla coltivazione del riso e della soia.

La crisi economica degli anni trenta e le continue carestie ebbero un effetto devastante sullo Stato che comunque riuscì a ristabilire la sua economia grazie alla seconda guerra mondiale che creò una grande domanda di suoi prodotti, tanto minerari quanto agroalimentari.
Dopo la fine della guerra iniziò il processo che portò alla fine della segregazione razziale, che fu causa di conflitti sociali soprattutto in alcuni Stati del sud.

In Arkansas ci fu uno dei momenti di maggiore tensione nella lotta per i diritti civili, il presidente Dwight D. Eisenhower dovette inviare truppe per evitare che il governatore dell'Arkansas, Orval E. Faubus utilizzasse la Guardia Nazionale per impedire che studenti di colore entrassero in scuole senza segregazione razziale, come aveva stabilito il tribunale supremo nel 1958.
L'economia dello Stato si sviluppò a partire dalla seconda guerra mondiale grazie al lavoro sia finanziario sia poi politico di Winthrop Rockefeller che portò in Arkansas molte industrie sia prima sia dopo il 1966, anno in cui fu eletto governatore.
Dal punto di vista economico l'avvenimento più importante degli ultimi anni è stato nel 1970 l'inizio del Programma di Sviluppo del fiume Arkansas che ha permesso la navigazione di questo fiume fino al Mississippi.
Il personaggio più importante di questo Stato è senza dubbio Bill Clinton che governò questo Stato per due legislature. Clinton lasciò la carica di governatore nel 1992 per diventare presidente degli Stati Uniti.

## Geografia fisica

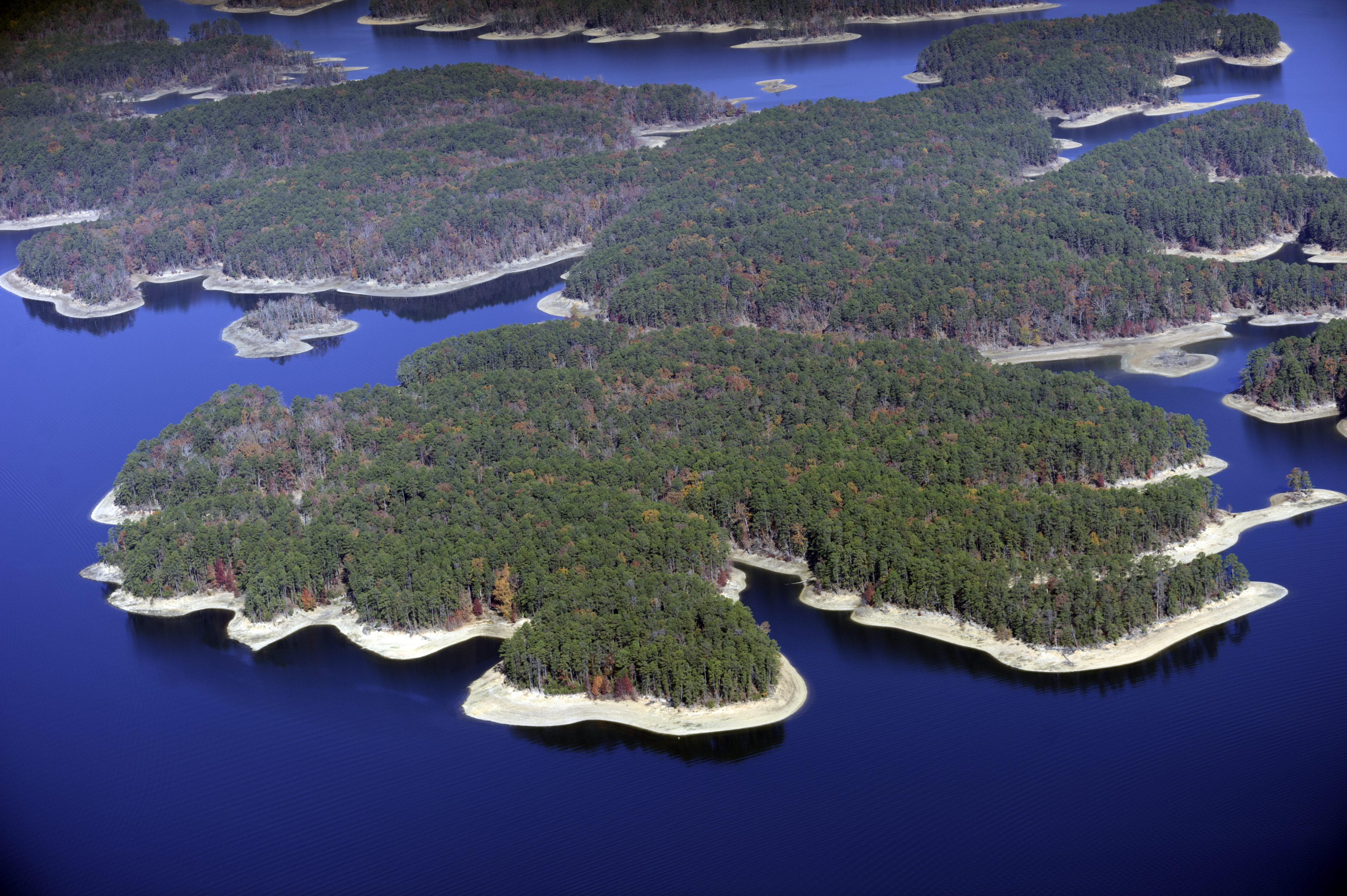
Il lago Ouachita

Dal punto di vista geomorfologico, il territorio dell'Arkansas si può dividere in due grandi regioni naturali: le terre alte dell'ovest, che corrispondono alla regione dei Monti Ouachita e l'altipiano di Ozark; e le terre basse che comprendono la pianura alluvionale del Mississippi e la pianura costiera del golfo del Messico.
Al nord-ovest di questa pianura c'è il Crowley's Ridge, una formazione di sedimenti eolici che forma una piccola catena con un'altezza media di 150 metri e circa 20 chilometri di larghezza.
La pianura costiera del golfo del Messico inizia a sud di Little Rock e si innalza quasi impercettibilmente fino ad arrivare a un'altezza media di circa 90 metri. Questa pianura è piena di pascoli e permette un grande sviluppo per l'allevamento in Arkansas.
Le terre alte, i Monti Ouachita e l'altipiano di Ozark, sono molto differenti dal territorio descritto in precedenza, in quanto hanno una quota media di circa 850 m s.l.m.
Il punto più alto dello Stato, il Monte Magazine (860 m), si trova in questa zona.
Le terre alte sono una regione boscosa con pochi abitanti.
Nell'altipiano di Ozark le alture principali sono le montagne Boston, delle colline di 600 metri che l'erosione del vento ha diviso in sezioni a scaloni e che successivamente hanno formato delle superfici più ripide.
Il fiume Mississippi, che delimita lo Stato a est è il principale ricettore di acqua della maggior parte dei corsi d'acqua che percorrono il territorio dello Stato: i fiumi Red, Ouchita, Arkansas e Saint Francis.

Numerosi sono anche i laghi, la maggior parte dei quali sono artificiali, costruiti a partire dal 1940 nel nord dello Stato.

### Clima
Il clima è mite, i venti impediscono inverni eccessivamente freddi, anche se nella zona meridionale le temperature sono molto più alte rispetto al nord (dove a volte si sono registrate temperature minori di -17 °C).

La media delle temperature è di 2 °C in inverno e di 27 °C in estate. Le precipitazioni medie annuali (raramente in forma di neve) sono circa 1 200 mm, concentrate tra i mesi di dicembre e maggio, visto che le precipitazioni in estate sono scarse e anche l'autunno è una stagione secca, questo fatto apporta notevoli benefici alle attività agricole.

### Flora e fauna
L'Arkansas, situato nella regione centro-meridionale degli Stati Uniti, è caratterizzato da una notevole varietà paesaggistica che comprende montagne, pianure, fiumi e zone umide. Questa eterogeneità ambientale favorisce una ricca biodiversità, rendendo lo stato uno dei più interessanti dal punto di vista ecologico nell'area del Sud-est americano.
La vegetazione dell'Arkansas riflette la transizione tra i boschi decidui orientali e le praterie centro-meridionali. La parte occidentale dello stato è dominata dalle montagne Ouachita e dagli Ozarks, dove prevalgono foreste miste di latifoglie e conifere. Tra le specie più comuni si annoverano la quercia bianca (Quercus alba), la quercia nera (Quercus velutina), il faggio americano (Fagus grandifolia), il pino da incenso (Pinus taeda) e il pino a foglia corta (Pinus echinata), specie simbolo dello stato. Nelle pianure alluvionali e nelle zone umide del delta del Mississippi, la vegetazione è costituita prevalentemente da foreste di latifoglie igrofile, con presenza di cipressi calvi (Taxodium distichum), tupelo (Nyssa spp.), aceri rossi (Acer rubrum) e salici (Salix spp.). Le praterie e le radure ospitano specie erbacee come l'erba indiana (Sorghastrum nutans) e la little bluestem (Schizachyrium scoparium).
La fauna dell'Arkansas è altrettanto diversificata. Tra i mammiferi più comuni figurano il cervo dalla coda bianca (Odocoileus virginianus), il procione (Procyon lotor), l'opossum della Virginia (Didelphis virginiana), il castoro americano (Castor canadensis) e il coyote (Canis latrans). Nelle aree forestali più remote sopravvivono popolazioni di orso nero americano (Ursus americanus), una specie storicamente diffusa nello stato e oggetto di programmi di reintroduzione e conservazione. La ricca avifauna include l'aquila di mare testabianca (Haliaeetus leucocephalus), l'allocco barrato (Strix varia), il picchio pileato (Dryocopus pileatus) e numerose specie migratorie. L'Arkansas è anche una delle ultime aree dove, fino al XX secolo, si segnalavano avvistamenti del leggendario picchio dal becco d'avorio (Campephilus principalis), oggi considerato presumibilmente estinto. La fauna acquatica è particolarmente ricca nei numerosi fiumi, torrenti e zone paludose, con oltre 200 specie di pesci d'acqua dolce, tra cui il persico trota (Micropterus salmoides), il pesce gatto azzurro (Ictalurus furcatus) e numerose specie di crappie (Pomoxis sp.). Gli anfibi sono ben rappresentati da rane, salamandre e tritoni, soprattutto nelle regioni umide e boscose. I rettili includono diverse specie di tartarughe, serpenti (tra cui alcune specie velenose come il mocassino d'acqua e il crotalo testa di rame), e lucertole.
L'Arkansas ospita numerose aree protette, tra cui il Buffalo National River, il primo fiume designato come «National River» negli Stati Uniti, e il White River National Wildlife Refuge, cruciale per la conservazione degli uccelli acquatici migratori. Il sistema dei parchi statali e le foreste nazionali Ouachita e Ozark–St. Francis contribuiscono alla tutela della biodiversità, anche grazie a progetti di rewilding e monitoraggio della fauna selvatica.

## Origini del nome
Il nome dello Stato deriva dalla parola Akansa (termine utilizzato dai nativi Algonchini per indicare i nativi Quapaw, una tribù legata ai Kaw), modificata nella pronuncia attuale dai francesi del XVII secolo. Un'altra versione, che deriva sempre dai nativi già citati è akakaze, che significa “terra di gente giù dal fiume” o dalla parola Sioux akakaze che significa “popolo del vento del sud”.

## Sistema giudiziario
Il sistema giudiziario dell'Arkansas comprende la Corte Suprema, la Corte d'Appello e la Corte distrettuale. La corte distrettuale è suddivisa tra il Tribunale dello Stato e il Tribunale Locale. Ogni tribunale ha giurisdizione su casi diversi. La Corte Suprema dell'Arkansas è la Corte di ultima istanza, che significa la decisione sul caso è definitiva.
La Corte Suprema è composta dal Giudice Capo e da sei Giudici Associati. John Dan Camp è il Giudice Capo dal 2016.
Il numero di giudici: la Corte Suprema - 7, la Corte d'appello - 12, la Corte distrettuale - 122.

## Economia
Le attività più importanti dell'Arkansas sono l'industria, il commercio, l'allevamento e le attività minerarie.
I settori che occupano più persone sono: i servizi, il commercio e l'industria.
Per quel che riguarda il Prodotto Interno Lordo (PIL), questo Stato registra una crescita del 4,6% annuale (dato del 1995-1996).
Il settore dell'allevamento è quello che ha avuto la crescita maggiore (9,1%), mentre il settore meno dinamico è stato quello delle costruzioni (4,9%).
Il 40% della terra dello Stato è occupato da fattorie di una grandezza media di 117 ettari.
Un terzo di queste fattorie si dedica alla coltivazione, soprattutto di riso (è il maggior produttore degli Stati Uniti) e di cotone (è il sesto produttore degli Stati Uniti), ci sono comunque anche coltivazioni di soia, grano e orzo.
L'Arkansas è anche uno dei maggiori produttori di polli, anatre e uova e ha una significativa quantità di allevamenti bovini.
Sono presenti anche allevamenti ittici che permettono notevoli entrate economiche allo Stato.
I boschi, che occupano la metà del territorio dello Stato, sono utilizzati per la produzione di legname, soprattutto legname leggero (è al decimo posto nella produzione di legname degli USA).
Dal punto di vista minerario, importanti sono i giacimenti di gas naturale e di bromo, oltre a possedere l'unica miniera di diamanti degli Stati Uniti.
Le industrie più importanti riguardano la trasformazione di prodotti alimentari (soprattutto il riso), l'elettronica, la trasformazione del legname e la produzione di carta e derivati.
La popolazione dello Stato è di circa 2,8 milioni di abitanti (dati dello United States Census Bureau del 2006) con un tasso di crescita annuale dello 0,9%.
La popolazione urbana è circa il 48,3%, molto minore della media nazionale (79,9%).
Il 25,8% dei residenti ha meno di 18 anni, mentre il 14,3% ha già compiuto 65 anni.
L'indice di mortalità infantile è dello 0,93%, molto maggiore della media nazionale, tanto da essere il terzo Stato con la mortalità più alta per bambini minori di un anno.
La popolazione dell'Arkansas è formata per l'82,7% da bianchi, l'8,9% da neri, lo 0,5% da indiani americani, lo 0,7% di origine asiatica.
Gli ispanici sono circa 50 000, cioè circa l'1,9% della popolazione, la maggior parte dei quali di origine messicana.
Il tasso di disoccupazione è del 4,9% (1998) con 1,21 milioni di persone in età da lavoro.
Il reddito medio annuale pro capite è 18 053 dollari (1998) e 27 665 dollari per famiglia, circa 11 000 dollari sotto la media nazionale, è lo Stato con reddito medio familiare più basso degli Stati Uniti.
Nonostante questo l'indice di popolazione che vive sotto la soglia della povertà è del 14,8% il che pone l'Arkansas al dodicesimo posto tra gli Stati con maggior numero di poveri ufficiali, con un miglioramento rispetto al 1990 quando occupava la quarta posizione, quasi il 20% dei residenti era considerato ufficialmente povero.

## Società
Nel 2005 la popolazione dell'Arkansas era così divisa:
- Bianchi - 82,43%
  - Ispanici - 4,43%
- Afroamericani - 16,09%
- Nativi Americani o dell'Alaska - 1,40%
- Asiatici - 1,18%
- Nativi delle Hawaii e delle isole del Pacifico - 0,13%

### Città
L'unica area metropolitana significativa è quella della capitale Little Rock e conta circa 800 000 abitanti. Secondo una stima del 1º luglio 2006, i comuni superiori ai 50 000 abitanti sono:
- Little Rock, 184 422
- Fort Smith, 83 461
- Fayetteville, 68 726
- Springdale, 63 082
- Jonesboro, 60 489
- North Little Rock, 58 896
- Conway, 55 334
- Rogers, 52 181
- Pine Bluff, 51 758

### Religioni
- Cristiani - 68%
  - Protestanti - 66%
    - Battisti - 39%
    - Metodisti - 9%
    - Pentecostali - 6%
    - Chiesa di Cristo - 6%
    - Assemblea di Dio - 3%
    - Altri protestanti - 7%

  - Cattolici - 30%
  - Ortodossi - 1%
  - Altri Cristiani - 1%
- Altro - 1%
- Atei - 11%

## Arte e cultura
La prima scuola pubblica fu aperta in Arkansas nel 1868, oggigiorno circa mezzo milione di studenti sono iscritti alle scuole dell'obbligo (l'età minima di scolarizzazione è fissata a 15 anni).
In Arkansas ci sono 34 istituti di istruzione superiore dei quali 10 sono pubblici.
La prima università dell'Arkansas, l'Università degli Ozark fu fondata a Clarksville nel 1834.
La più importante, l'Università dell'Arkansas, fu fondata nel 1871 e ha sedi a Fayetteville, Little Rock, Monticello e Pine Bluff.
Altre università importanti sono l'Arkansas College, fondato nel 1872 con sede a Batesville; l'Arkansas State University, l'Arkansas Baptist College creato nel 1884 a Little Rock, la Harding University di Searcy, la Henderson State University di Arkadelphia a l'Hendrix College di Conway.
I musei più importanti dell'Arkansas sono l'Arkansas Arts Center (situato in un edificio risalente a prima della guerra civile e perfettamente conservato), l'Arkansas Territorial Museum e l'Old State House State History Museum, tutti questi si trovano a Little Rock; l'University of Arkansas Museum a Fayetteville, il Southeast Arkansas Arts and Science Center a Pine Bluff e l'Arkansas State University Museum di Jonesboro.
Tra le località di interesse storico-culturale bisogna menzionare la Città della Montagna 1890 che si trova a Bull Shoals.

La conservazione di questa città si inserisce nell'interesse nella conservazione e nella diffusione di manifestazioni culturali e artistiche delle comunità che abitarono nella regione degli Ozarks.
In questa Città della Montagna si organizzano esibizioni di musica, danza, officine artigianali e mostre di ceramica, gioielleria, intaglio di legno.

Altri luoghi di interesse sono il Forth Smith National Historic Site, un parco e museo all'interno del quale c'è un forte risalente al 1817 e l'Arkansas Post National Memorial, nel quale sono conservati i resti del primo insediamento francese nel basso Mississippi.
Da menzionare infine la villa in cui la poetessa italoamericana Rosa Zagnoni Marinoni trascorse la sua vita sul suolo americano, sito nella città di Fayetteville. L'edificio, in stile neorinascimentale, è noto col nome (in italiano) con cui lo battezzò l'artista: "Villa Rosa", in virtù del colore di fondo prevalente dato dalla variazione cromatica dei mattoni della facciata, ed è iscritto nel National Register of Historic Places.
Dal punto di vista artistico in Arkansas le istituzioni più importanti sono l'Orchestra Sinfonica dell'Arkansas, il Teatro del Centro d'Arte dei Bambini dell'Arkansas, il Teatro dell'Opera dell'Arkansas e il Teatro di Repertorio dell'Arkansas, tutti aventi sede a Little Rock.
In questo Stato c'è una grande tradizione giornalistica, visto che il giornale Arkansas Gazette, pubblicato fin dal 1819 a Little Rock, è il giornale più antico nato a ovest del fiume Mississippi.
Lo scrittore Mark Twain scrisse diverse opere ispirate all'Arkansas, tra le quali Vita sul Mississippi (1883) e Le avventure di Huckleberry Finn (1884), libro nel quale ha una parte importante il dialetto utilizzato dai neri e dai bianchi poveri in questa zona meridionale degli Stati Uniti.
Personaggi importanti nati in Arkansas sono gli scrittori Larry D. Alexander, Maya Angelou, Harry Scott Ashmore, Dee Alexander Brown, Eldridge Cleaver, John Gould Fletcher e John Grisham; i cantanti e artisti Evanescence, Jim Ed Brown, Jimmy Driftwood, Sarah Caldwell, Glen Campbell, Barbara Hendricks e Johnny Cash; gli sportivi Lou Brock, Paul "Bear" Bryant, John Daly, William Malcolm "Bill" Dickey, Scottie Pippen,e Sonny Liston; l'architetto E. Fay Jones; gli attori Alan Ladd e James Bridges; il senatore J. William Fulbright, e il generale Douglas MacArthur.
Il personaggio più famoso nato in Arkansas è l'ex presidente degli Stati Uniti Bill Clinton, nato il 19 agosto 1946 a Hope.